# Cheung Ka Long
Cheung Ka Long, född 10 juni 1997, är en hongkongsk fäktare som tog OS-guld i florett vid de olympiska sommarspelen i Tokyo 2020. Han var den andra personen i Hong Kongs historia att vinna OS-guld och den tredje att ta medalj. 